# LANC
LANC(Logic Application Control Bus System 또는 Local Application Control Bus System) 또는 Control-L은 소니그룹이 발명한 하드웨어 및 소프트웨어 통신 프로토콜로 사진기를 동기화한다.
소니그룹 및 기타 제조업체의 캠코더에 있는 LANC 단자는 제어 핸들이 있는 삼각대와 같은 액세서리가 카메라의 버튼을 사용하는 대신 LANC 포트에 연결된 케이블을 통해 카메라를 제어할 수 있게 한다. 또한 많은 스틸 카메라에도 ACC(소니그룹 DSC-xxxx 시리즈 카메라)라는 이름으로 사용된다.
양방향 프로토콜은 일반적으로 카메라에서 9600비트/초로 클럭되는 8개의 (8비트) 바이트로 구성된다. 각 바이트 프레임은 각 비디오 프레임(NTSC 또는 PAL)의 시작과 동기화하여 발생한다. 물리적 커넥터는 5핀 미니 DIN 커넥터 및 잭 또는 2.5mm 3도체 폰 잭 및 플러그(TRS 커넥터)이다.
10핀 멀티 A/V 원격 단자 잭이 있는 최신 소니그룹 디지털 핸디캠 캠코더에서는 LANC를 사용할 수 있지만, 직접 만든 어댑터 케이블이나 소니그룹 부품 번호 J-6082-535-A로 제작된 사전 제작 케이블 없이는 직접 접근할 수 없다. 소니그룹 RM-AV2 리모트 커맨더는 소니그룹 10핀 멀티 A/V 원격 단자 잭에 연결되는 LANC 컨트롤러의 예이다.
2015년 모델부터 소니그룹은 USB 커넥터와 유사하게 생긴 특수 15핀 멀티포트 커넥터로 변경했다. 그러나 USB 연결에는 5핀이 있는 반면, 이 커넥터 내부에는 15핀이 있다. 현재 소니그룹 VPR-RM1 컨트롤러만이 2015년 이후 소니그룹 캠코더와 호환된다.
소니그룹 "Control-S"는 유사한 인터페이스이지만 단방향으로, 제어만 제공하고 제어되는 장치로부터의 피드백은 제공하지 않는다.
파나소닉 홀딩스 Control-M은 유사한 5핀 미니 DIN 양방향 인터페이스 및 프로토콜이지만 구현 방식이 다르다.